# Govern d'Andorra de 1994
El Govern d'Andorra de 1994 estigué presidit per Òscar Ribas i inaugurà la primera legislatura constitucional andorrana. Prengué possessió el febrer del 1994 i funcionà fins al desembre del mateix any, quan Ribas dimití. Llavors Marc Forné fou elegit cap de govern i formà un altre executiu.

## Composició del govern
| Govern d'Andorra de 1994              |                                                                       |                |
| Càrrec                                | Titular                                                               | Partit polític |
| Cap de Govern                         | Òscar Ribas Reig 28 de gener de 1994–16 de desembre de 1994           | AND            |
| Sanitat                               | Gabriel Dallerès Codina 1r de febrer de 1994–22 de desembre de 1994   | AND            |
| Educació, Joventut i Esports          | Rosa Maria Mandicó Alcobé 1r de febrer de 1994–22 de desembre de 1994 | AND            |
| Finances                              | Josep Casal Casal 1r de febrer de 1994–22 de desembre de 1994         | AND            |
| Ordenament Territorial i Medi Ambient | Jordi Mas Torres 1r de febrer de 1994–22 de desembre de 1994          | AND            |
| Presidència                           | Daniel Bastida Obiols 1r de febrer de 1994–22 de desembre de 1994     | AND            |
| Economia                              | Jaume Serra Serra 1r de febrer de 1994–22 de desembre de 1994         | AND            |
| Relacions Exteriors                   | Marc Vila Amigó 1r de febrer de 1994–22 de desembre de 1994           | AND            |
| Afers Socials                         | Ramon Serra Farrero 1r de febrer de 1994–22 de desembre de 1994       | AND            |